# SAIMAN 202
SAIMAN 202 là một loại máy bay hai chỗ của Ý trong thập niên 1930, do Società Industrie Meccaniche Aeronautiche Naval (SAIMAN) thiết kế chế tạo.

## Biến thể
SAIMAN 202
SAIMAN 202bis
SAIMAN 202/I
SAIMAN 202 RL
SAIMAN 202/M
SAIMAN 204 R

## Quốc gia sử dụng
Croatia
- Không quân Nhà nước Độc lập Croatia

 Ý
- Không quân đồng minh tham chiến Italy
- Regia Aeronautica

## Tính năng kỹ chiến thuật
Dữ liệu lấy từ 
Đặc điểm tổng quát
- Kíp lái: 2
- Chiều dài: 7.65 m (25 ft 1¼ in)
- Sải cánh: 10.66 m (34 ft 11¾ in)
- Chiều cao: 1.91 m (6 ft 3¼ in)
- Diện tích cánh: 17.66 m2 (190.10 ft2)
- Trọng lượng rỗng: 670 kg (1477 lb)
- Trọng lượng có tải: 930 kg (2050 lb)
- Powerplant: 1 × Alfa Romeo 110 I, 89 kW (120 hp)

Hiệu suất bay
- Vận tốc cực đại: 220 km/h (137 mph)
- Tầm bay: 600 km (373 dặm)
- Trần bay: 5050 m (16,570 ft)